# KAJ
KAJ és un grup de música i d'humor finlandès que canta en suec. Es va formar a Vörå (Finlàndia) el 2009. El seu nom es compon de les inicials dels seus integrants: Kevin Holmström, Axel Åhman i Jakob Norrgård. El 2025, van guanyar el Melodifestivalen amb la cançó «Bara bada bastu», amb la qual cosa representaran Suècia al Festival de la Cançó d'Eurovisió 2025 a Basilea.

## Discografia
- Professionella Pjasalappar (2012)
- Lokalproducerat Pjas (2014)
- Kom ti byin (2016)
- Gambämark (2018)
- Botnia Paradise (2021)
- Karar i arbeit (2024)